# Resgate de uma Vida
Resgate de uma Vida (nome original em inglês: The Way Home) é um filme estadunidense de 2010 do gênero drama, dirigido e roteirizado por Lance W. Dreesen e estrelado por Pierce Gagnon e Dean Cain.
O filme foi exibido no Brasil no programa Sessão da Tarde, da TV Globo, em 16 de maio de 2019.
o filme foi exibido no Brasil no programa Sessão da Tarde,da TV Globo, em 30 de junho de 2020.

## Prêmios e Indicações
| Ano  | Prêmio            | Categoria                                   | Indicação     | Resultado | Ref.        |
| ---- | ----------------- | ------------------------------------------- | ------------- | --------- | ----------- |
| 2011 | MovieGuide Awards | Atuação mais inspiradora (filme televisivo) | Dean Cain     | Indicado  | [ 3 ] [ 4 ] |
| 2011 | MovieGuide Awards | Atuação mais inspiradora (filme televisivo) | Sonny Shroyer | Indicado  | [ 3 ] [ 4 ] |

## Elenco
| Ator/Atriz             | Papel                         |
| ---------------------- | ----------------------------- |
| Dean Cain              | Randy Simpkins                |
| Matt Lintz             | Tucker Simpkins               |
| Pierce Gagnon          | Pequeno Joe                   |
| Kelly Collins Lintz    | Teresa Yates                  |
| Jackie Prucha          | Mary Simpkins                 |
| Sonny Shroyer          | Ed Walker                     |
| Brett Rice             | Chefe Gary Thomas             |
| Tom Nowicki            | Zerife Tony Reeves            |
| Jill Jane Clements     | Sylvia                        |
| Lori Beth Sikes        | Christal Simpkins             |
| Bruce McKinnon         | Larry Simpkins                |
| Kate Kneeland          | Carol Fulton                  |
| L. Warren Young        | Sargento Bert Smith           |
| Dwayne Boyd            | Carl                          |
| Alex Van               | Primo                         |
| Susan Williams         | Sylvia Walker                 |
| Eric Hollenbeck        | Bombeiro                      |
| Adam Rosenberg         | Pessoal de posto de comando   |
| Jackson Walker         | Terry Walker                  |
| Jamie Renell           | Dan Walker                    |
| Susie Spear Purcell    | Mrs. Emma Joe                 |
| Kya Haywood            | Joe Simpkins (jovem)          |
| Marc Gowan             | Chester Gibson                |
| Corey Flaspoehler      | Joe Walker                    |
| Dianne Butler          | Faye Gibson                   |
| Terrence Gibney        | Pastor Jerry                  |
| Bill Ladd              | Deputado Griffin              |
| Sam Beman              | Trabalhador do EMT rescue     |
| Michael Blake Woodruff | Vizinho                       |
| Jimmy Shaw             | Âncora do jornal College News |
| David Suri             | Joe Simpkins (adulto)         |
| Cory Shoemake          | Dr. Poss                      |
| Laura Carol Griffin    | Deputado Steed                |
| Samantha Margiotta     | Daminha de honra              |
| Mandy Yaughn           | Noiva do Joe                  |
| Michael Cumbee         | Cash Clerk                    |
| Cheryl Harris          | Mãe da noiva                  |
| Jay Gill               | Bud Benefield                 |